# Villa Emo
Villa Emo – renesansowa willa położona w pobliżu wsi Fanzolo zaprojektowana przez Andreę Palladia na zamówienie rodziny Emo w 1559.

## Historia
W 1509 Leonardo di Giovanni Emo zakupił obszar, na którym znajduje się dziś willa, od rodziny Barbarigo. Początkowo był on wykorzystywany pod uprawę. Dopiero w 1559 Leonardo di Alvise Emo zamówił u Andrei Palladia projekt wiejskiej rezydencji. Nie jest pewne, kiedy obiekt został ukończony. W 1565, w momencie ślubu Leonarda Emo z Cornelią Grimini na pewno willa była już zamieszkana.
Rodzina Emo była właścicielem willi do 2004, kiedy obiekt został sprzedany.

## Architektura
Villa Emo jest jedną z bardziej kompletnych realizacji palladiańskiego modelu budownictwa willowego, wprowadzającego ścisłe zasady geometryczne do planowania wyglądu domów. W 1570 Palladio uwzględnił plan Villi Emo w dziele Cztery księgi o architekturze jako wzorcowy.
Główna bryła willi składa się z rezydencji mieszkalnej oraz budynków gospodarskich, pierwotnie magazynów rolnych. Centralny punkt fasady stanowi loggia i portyk z czterema kolumnami doryckimi kolumnami podtrzymującymi tympanon z herbem fundatora. Taki kształt fasady został zainspirowany wyglądem świątyń antycznych. Porządek dorycki został wykorzystany również przy tworzeniu arkad w budynkach gospodarskich. Okna budynku mają kształt prostokątów i są rozmieszczone symetrycznie po obydwu stronach portyku.
We wnętrzu willi Giovanni Battista Zelotti wykonał zespół fresków, podobne przygotował również w Villi Godi i Villi Foscari. Przedstawiają one różne sceny mitologiczne, których bohaterką jest Wenus. W willi znajduje się również osobne pomieszczenie określane jako Pokój Sztuk, w którym dekoracja przedstawia personifikacje różnych sztuk i dziedzin wiedzy (np. muzyki czy astronomii).